# Vid Poteko
Vid Poteko, slovenski rokometaš, * 5. april 1991. 
Vid igra na mestu krožnega napadalca. 

## Igralna kariera

### Klub

#### Celje
Član kluba Celje Pivovarna Laško je bil od leta 2010 in vse do 2017. Pred tem je od leta 2003 igral v mlajših celjskih selekcijah. Pri Celjanih je iz leta v leto napredoval. V sezoni 2011-12 je igral v pokalu pokalnih zmagovalcev in dosegel 10 zadetkov. Od tega jih je kar osem dosegel na tekmi proti estonskemu klubu Kehra, ki so jo Celjani zanesljivo dobili s 37 proti 23, Vid pa je bil drugi najboljši strelec za Borutom Mačkovškom. Naslednjo sezono je v ligi prvakov zabil 4 gole, sezono kasneje pa osem. V sezoni lige prvakov 2014-15 je svoj učinek povečal na 16 zadetkov. Naslednje leto, v sezoni 2015-16, je končal že pri 22 golih. Največ zadetkov na posamezni tekmi je dosegel 13. februarja, ko je zadel štirikrat na gostovanju proti poljskemu klubu Wisla Plock ob celjski zmagi z 31 proti 26.
Maja 2017 je sprejel ponudbo beloruskega kluba Meškov Brest in se tako prvič odpravil igrati v tujino, potem ko je podpisal triletno pogodbo. Tam bo v družbi s še enim Celjanom, to je Simon Razgor, ki je v Brestu že od prej. Med letoma 2010 in 2017 je za člansko selekcijo Celja zbral 289 nastopov, na katerih je dosegel 414 zadetkov.

### Reprezentanca
Leta 2013 je selektor slovenske izbrane vrste Boris Denić na Sredozemske igre popeljal pomlajeno ekipo v kateri je bil novo ime tudi Vid Poteko.
V postavi je bil tudi na olimpijskih igrah leta 2016 v Riu. Tam je bil menjava za Blagotinška in Gabra, ki prav tako igrata na njegovem igralnem mestu. 